# Parnassius apollo
La apolo (Parnassius apollo) es una especie de lepidóptero ditrisio de la familia Papilionidae propia de los macizos montañosos de las zonas templadas y frías de Eurasia, incluida la península ibérica.

## Descripción

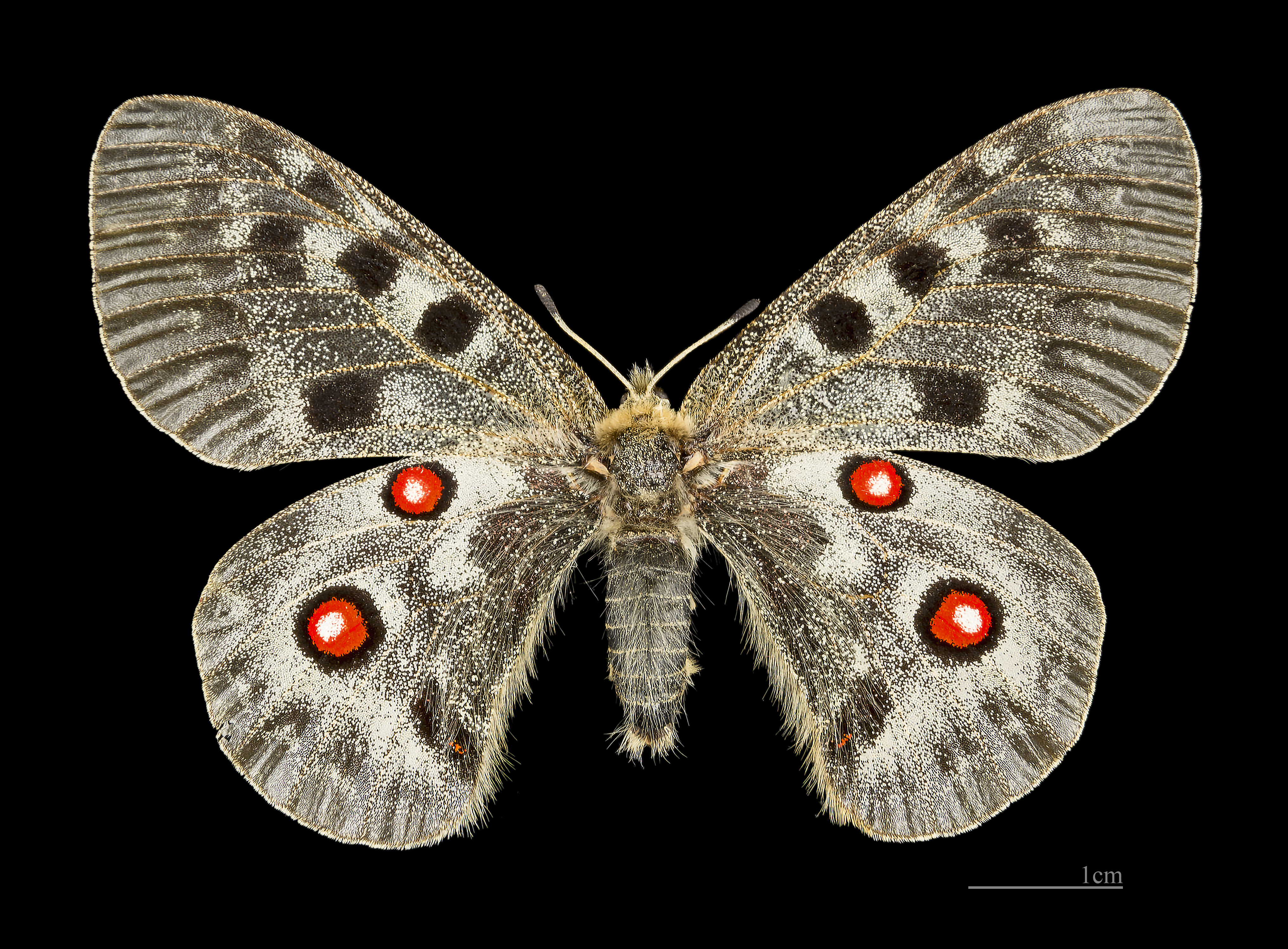
Hembra
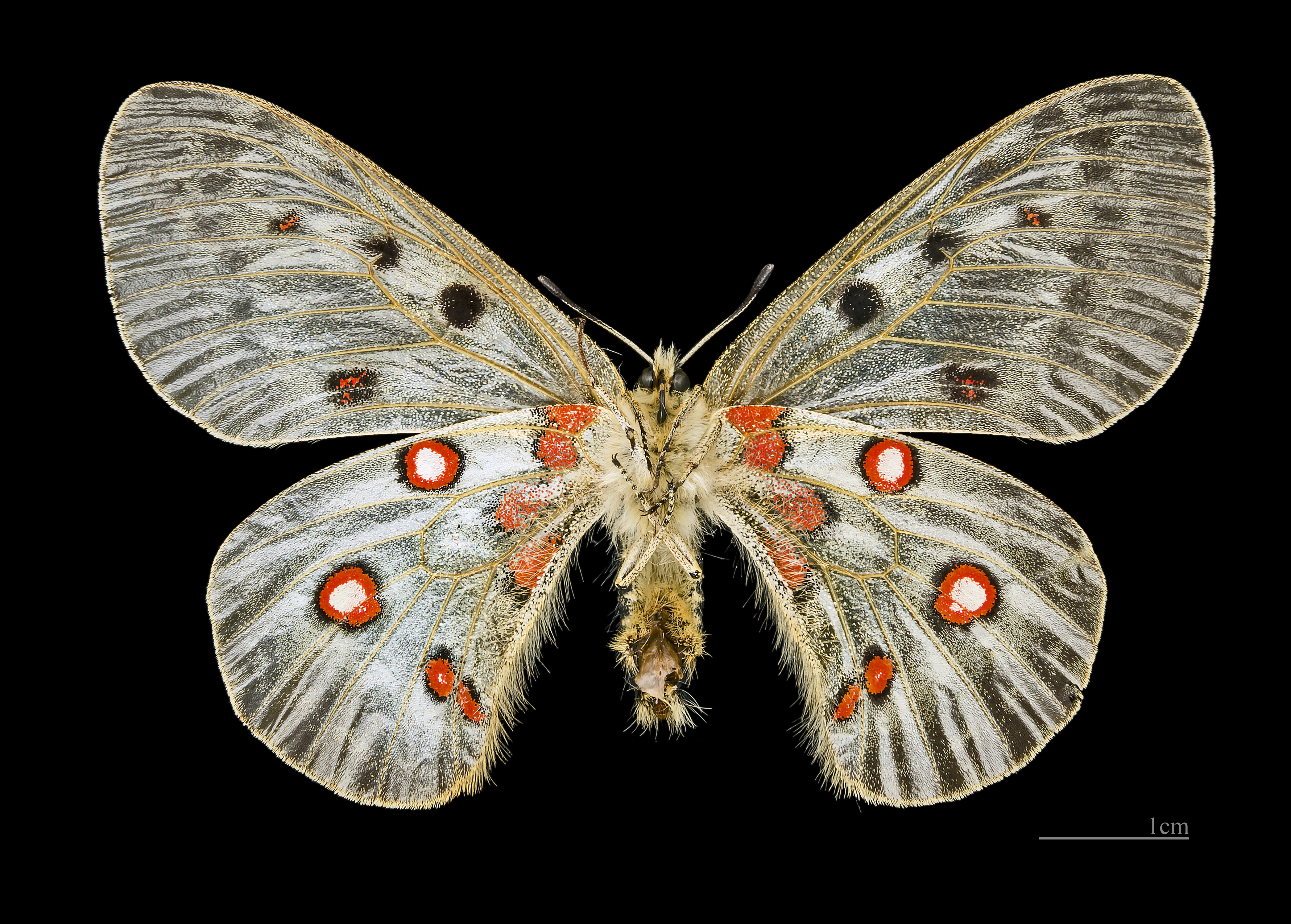
Hembra (vista ventral)
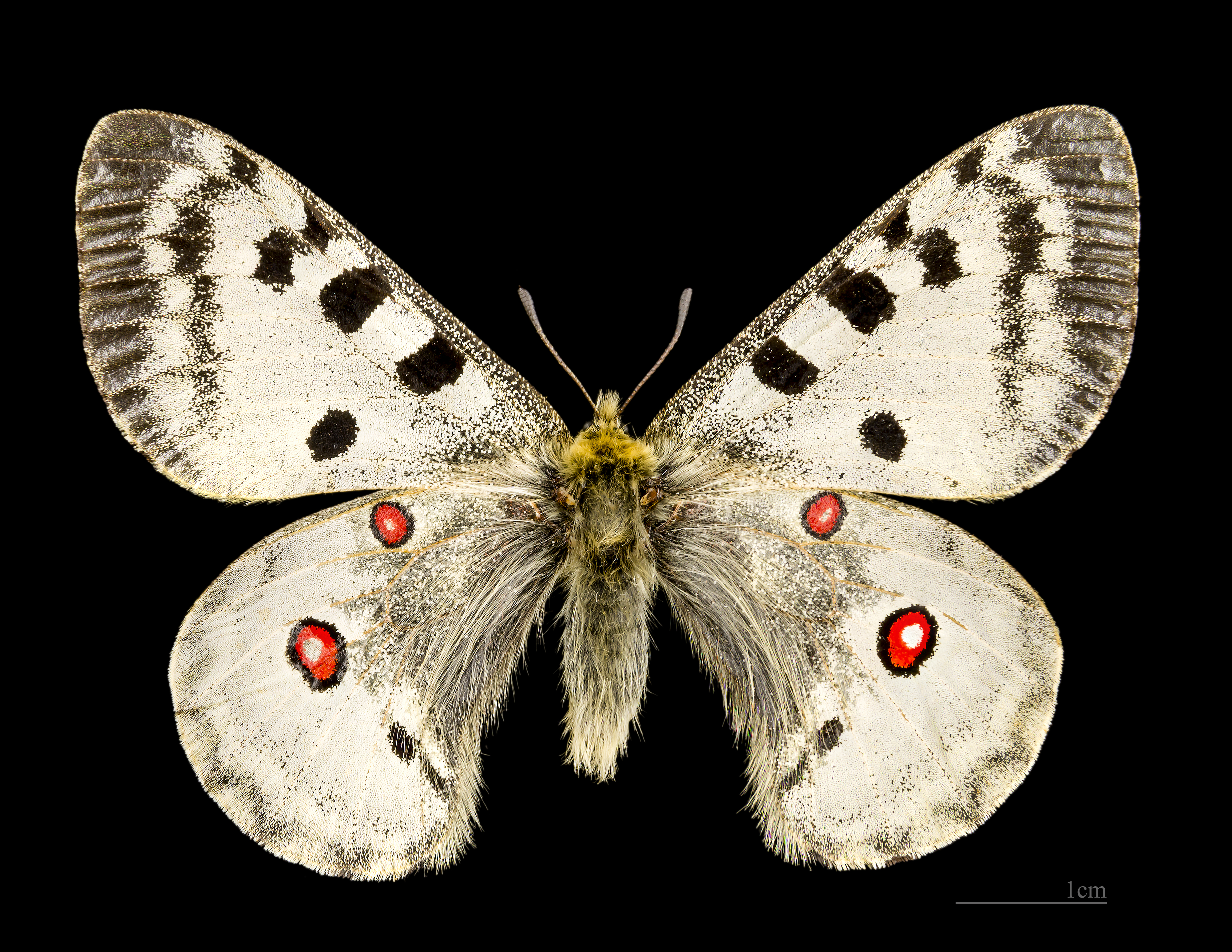
Macho
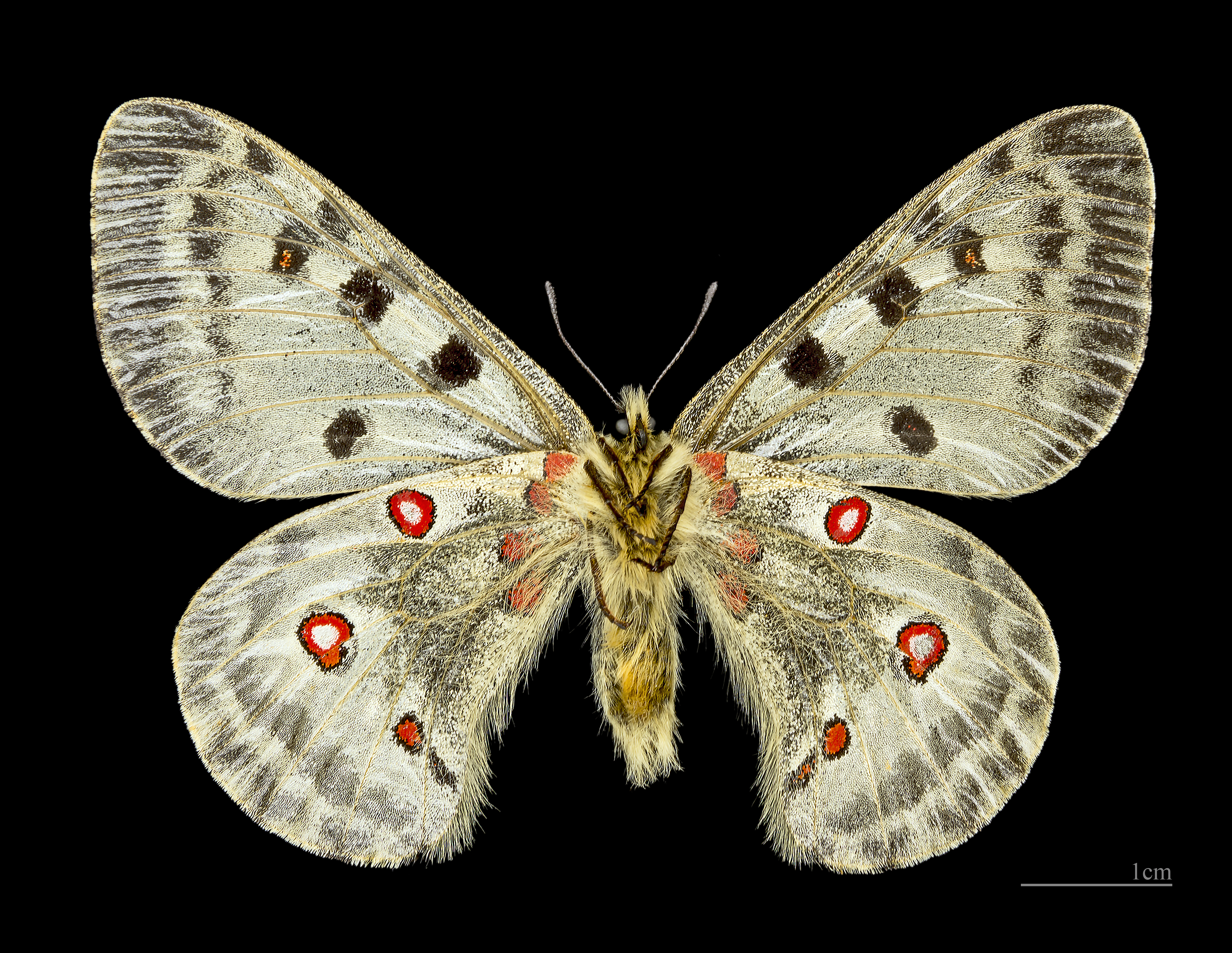
Macho (vista ventral)

Es una mariposa relativamente grande, que puede alcanzar una envergadura de 8 cm. Es inmediatamente reconocible por el color predominantemente blanco de sus alas, de textura apergaminada y translúcidas (hialinas) en sus partes marginales, donde carecen de escamas. El ala anterior lleva una serie de grandes manchas negras y el ala posterior posee dos grandes ocelos rojos con núcleo blanco y cercados por un anillo negro. La forma y color de esos ocelos varían enormemente de una población a otra.

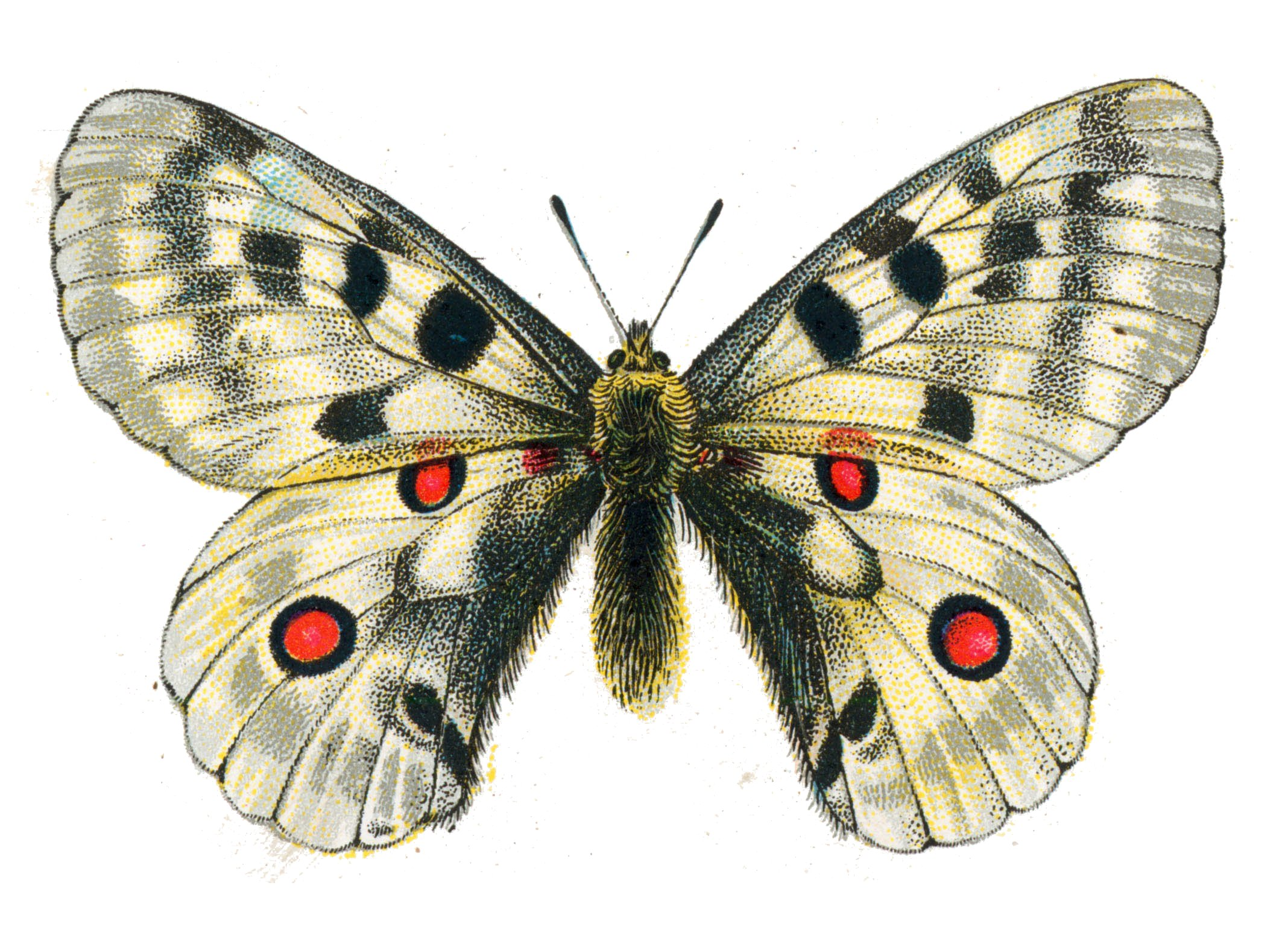
Adulto.

La oruga es enteramente negra, con filas de manchas amarillas o anaranjadas a cada lado y con pelillos negros que nacen de pequeñas verrugas. Puede llegar a medir 5 cm.

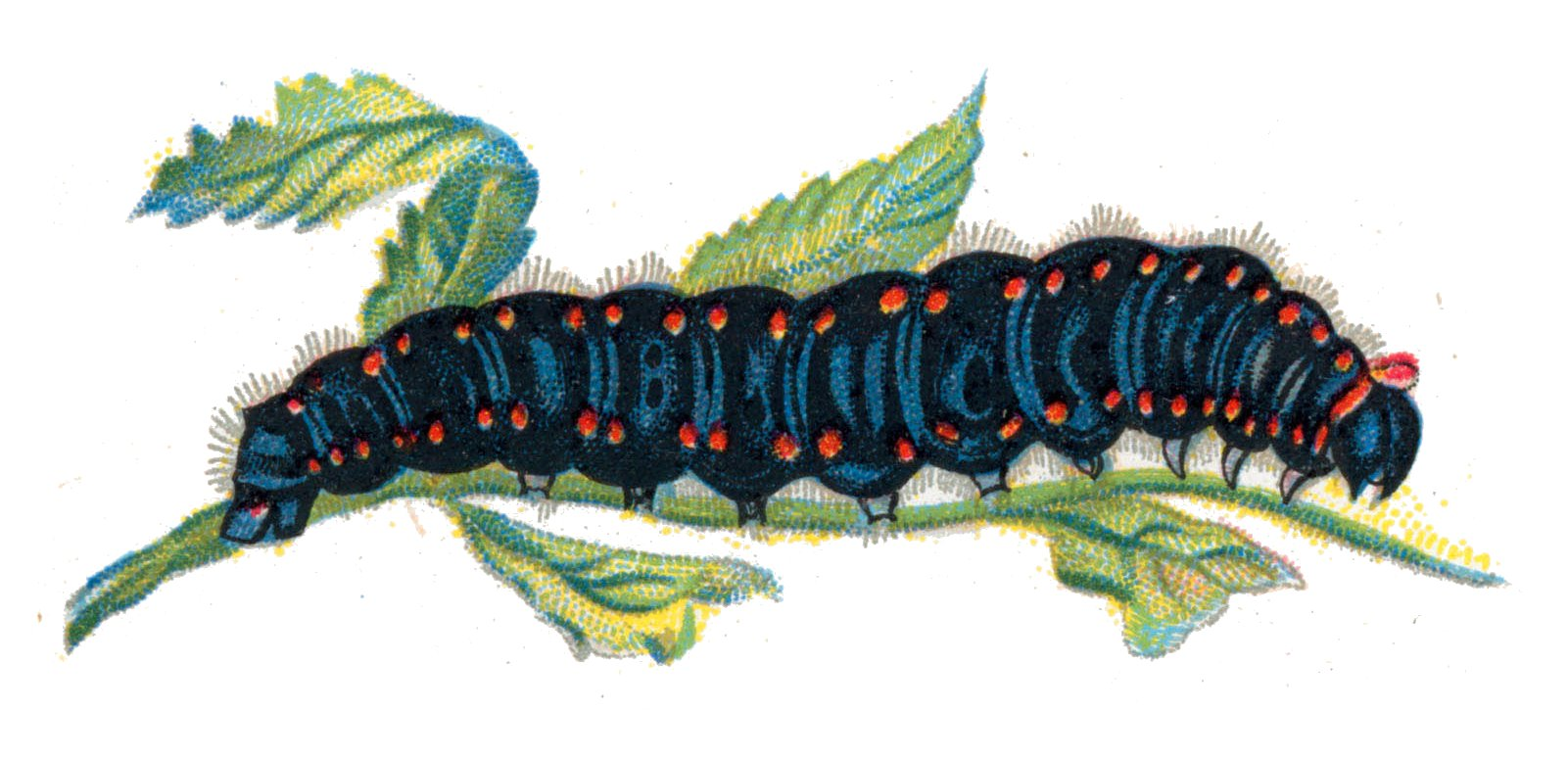
Oruga.

## Área de distribución

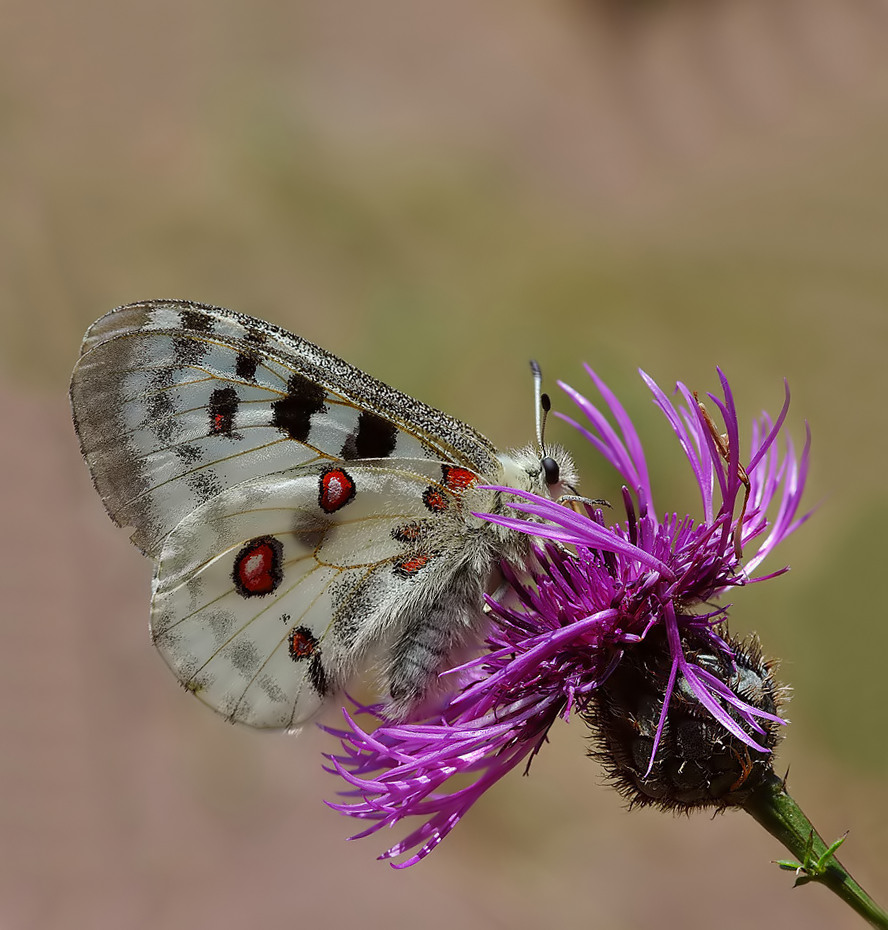
Parnassius apollo vinningensis

El área de distribución de esta especie es amplísima y cubre prácticamente todas las zonas templadas y frías de Eurasia. Se trata, sin embargo, de un área muy disyunta, habiéndose descrito numerosísimas subespecies y variedades en los diferentes sistemas montañosos en los que viven sus poblaciones. Presenta, en muchos lugares, un carácter relicto, debiéndose su presencia a los grandes movimientos faunísticos inducidos por las glaciaciones cuaternarias. De confirmarse las previsiones de los expertos en relación con el calentamiento global observado estas últimas décadas, muchas de esas poblaciones relictas podrían desaparecer definitivamente de los macizos más meridionales en un futuro no muy lejano, a medida que vayan desapareciendo los hábitats que necesita para vivir (colonizados por una vegetación mucho más densa y cerrada).[cita requerida] El número de subespecies es mayor en las partes meridionales de su área de repartición, donde los procesos de especiación no se vieron interrumpidos por las glaciaciones. Se han descrito, así, 22 subespecies en la península ibérica, siendo las poblaciones de Sierra Nevada, las más claramente diferenciadas del restante de poblaciones (presentan la particularidad de tener los ocelos del ala posterior de color amarillo-anaranjado en vez de rojo).

## Hábitat
Para poder completar su ciclo vital, la mariposa apolo necesita zonas abiertas, con una vegetación predominantemente herbácea, en las que crezcan las plantas nutricias de las que se alimentan sus larvas. En entornos naturales, esas condiciones son esencialmente las de los prados de montaña, salpicados de zonas pedregosas, en los que abundan dichas plantas. El pastoreo ha propiciado la aparición de zonas que presentan tales características a altitudes inferiores, pero el abandono de esta práctica ha llevado, sin embargo, a la desaparición de la especie en muchas de tales zonas, recolonizadas por una vegetación mucho más densa y cerrada. Ésta es, además del uso indiscriminado de insecticidas en algunos lugares, la explicación más probable de su desaparición o rarefacción en macizos de mediana altura, tal como los Vosgos (Francia), donde se extinguió la subespecie que lo poblaba.

## Ciclo vital
Al vivir esta mariposa en los ecosistemas más elevados de los macizos montañosos, tan solo se observa una única generación anual que vuela de junio a agosto, coincidiendo con el corto periodo vegetativo de aquellas zonas. Pasa el invierno como larva, protegida en el huevo, del que sale al empezar la primavera. Se forma la crisálida en mayo-junio, pudiendo durar de 10 días a varias semanas el proceso de metamorfosis.

## Plantas nutricias
Las orugas se alimentan de diferentes especies de crasuláceas principalmente de los géneros Sedum y Sempervivum.

## Subespecies
- Parnassius apollo apollo
- Parnassius apollo alpherakyi
- Parnassius apollo bartholomaeus
- Parnassius apollo democratus
- Parnassius apollo filabricus
- Parnassius apollo gadorensis
- Parnassius apollo geminus
- Parnassius apollo graecus
- Parnassius apollo graslini
- Parnassius apollo hesebolus
- Parnassius apollo hispanicus
- Parnassius apollo limicola
- Parnassius apollo manleyi
- Parnassius apollo merzbacheri
- Parnassius apollo nevadensis
- Parnassius apollo provincialis
- Parnassius apollo pyrenaica
- Parnassius apollo rhodopensis
- Parnassius apollo rhaeticus
- Parnassius apollo rhea
- Parnassius apollo rubidus
- Parnassius apollo sibiricus
- Parnassius apollo sicilae
- Parnassius apollo valesiacus
- Parnassius apollo vinningensis